# Bolotettix lobatus
Bolotettix lobatus är en insektsart som först beskrevs av Hancock, J.L. 1912.  Bolotettix lobatus ingår i släktet Bolotettix och familjen torngräshoppor. Inga underarter finns listade i Catalogue of Life.